# یلیواره
شهر یلیواره (به سوئدی: Gällivare) در ناحیه شهری یلیواره در کشور سوئد واقع شده‌است. جمعیت این شهر ۱۱۳۳٫۸۶  نفر است.